# Nobody's Child: Romanian Angel Appeal
Nobody's Child: Romanian Angel Appeal este un album editat în scop de binefacere, sub auspiciile fundației Romanian Angel Appeal, în anul 1990, pentru a ajuta copiii orfani din România. Printre artiștii care au donat înregistrări muzicale pentru album se află The Traveling Wilburys (fondat de George Harrison), Stevie Wonder, Paul Simon și George Harrison, Eric Clapton, Van Morrison, Guns N'Roses, Ringo Starr și Elton John. Toate melodiile au fost apariții originale, needitate până atunci pe nici un alt album. Nobody's Child (cu This Week pe fata B) și With a Little Help from my Friends au fost lansate și ca single-uri.
Proiectul a fost organizat de Olivia Harrison (soția lui George Harrison), care a creat Romanian Angel Appeal Foundation împreună cu celelalte neveste ale Beatles-ilor (Barbara Bach, Yoko Ono și Linda McCartney) în aprilie 1990.